# Resident Evil Village
Resident Evil Village (reso graficamente come resident evil VII.I.AGE), conosciuto in Giappone con il titolo di Biohazard Village (バイオハザード ヴィレッジ?, Baiohazādo Virejji) (reso graficamente come Biohazard VII.I.AGE), è un videogioco survival horror sviluppato e pubblicato dalla casa di sviluppo giapponese Capcom per PlayStation 5, PlayStation 4, Xbox Series X/S, Xbox One, Microsoft Windows e Google Stadia il 7 maggio 2021 e per Nintendo Switch il 28 ottobre 2022 nella versione Cloud. Resident Evil Village è stato convertito anche per iOS, iPadOS e macOS.
Village è il decimo capitolo della serie principale Resident Evil, ed è il sequel diretto di Resident Evil 7: Biohazard, pubblicato nel 2017.
Il gioco segue le vicende di Ethan Winters che, dopo un incontro fatale con Chris Redfield, si ritrova in un villaggio invaso da creature mutanti nel tentativo di trovare sua figlia rapita. Sebbene Village mantenga i principali elementi survival horror della serie, il gioco sembra essere più orientato all'azione rispetto al suo predecessore.

## Trama
Ambientato tre anni dopo gli eventi di Resident Evil 7: Biohazard, Ethan, Mia e la figlia Rosemary Winters si sono trasferiti in Romania dove vivono sereni dopo gli avvenimenti passati. Tuttavia, una notte, Chris Redfield e una squadra di soldati fanno irruzione nella loro casa, uccidono Mia e rapiscono Ethan e Rosemary. Ethan perde conoscenza e in seguito si sveglia accanto a un camion distrutto, insieme ai soldati che sono stati tutti uccisi. Confuso per il concatenarsi di avvenimenti tanto brutali, Ethan si imbatte in un misterioso villaggio della Transilvania, infestato da creature mutanti e altamente aggressive simili a lupi mannari. Ethan guarda impotente gli abitanti sopravvissuti essere massacrati dai Lycan prima di essere catturato dai capi del villaggio: Madre Miranda e i suoi accoliti Alcina Dimitrescu, Donna Beneviento, Salvatore Moreau e Karl Heisenberg.
Dopo essere sfuggito ai suoi rapitori e aver trovato l'aiuto di un bizzarro e obeso mercante, che si fa chiamare "il Duca", Ethan si avventura nel Castello Dimitrescu per trovare Rosemary, riuscendo a sfuggire a Dimitrescu e alle sue figlie. Una volta uccise, Ethan trova uno strano contenitore, e il Duca lo informa che all'interno dello stesso si trova la testa di Rosemary; il bizzarro mercante spiega che Madre Miranda ha diviso Rosemary in quattro parti per un rituale speciale, ma che è possibile riportarla in vita rimettendo insieme i quattro contenitori. Determinato a salvare Rosemary, Ethan va alla ricerca delle altre tre parti, in possesso di Beneviento, Moreau e Heisenberg.
Dopo aver ucciso i primi due, Ethan raggiunge Heisenberg nella sua fabbrica, ove questi sta pianificando una ribellione contro Miranda; nonostante Heisenberg gli proponga di usare Rosemary per ucciderla, Ethan rifiuta. Sempre nella fabbrica incontra di nuovo Chris, che gli rivela che la Mia che ha ucciso era in realtà Miranda, la quale possiede gli stessi poteri di Eveline e aveva preso l'aspetto di Mia con l'intenzione di rapire Rosemary e farle prendere il posto della sua defunta figlia. Chris aveva tentato di uccidere Miranda per proteggere Ethan, ma non si era reso conto che ella aveva simulato la sua morte, riuscendo nel suo intento e facendo schiantare il camion che trasportava Ethan. Mentre Chris distrugge la fabbrica di Heisenberg, Ethan prende il controllo di un carro armato improvvisato per combattere e infine sconfiggere Heisenberg, venendo raggiunto subito dopo da Miranda, che lo uccide strappandogli il cuore.
Di fronte alla morte di Ethan, Chris e la sua squadra delle forze speciali soccorrono Mia e attaccano la base di Miranda per salvare Rosemary. Al suo interno Chris trova il Megamicete, la fonte del fungo che ha dato luce a Eveline e che ha mutato Miranda e il villaggio. Nel frattempo, Ethan viene salvato dal Duca, scoprendo che la sua infezione in seguito agli eventi di Dulvey lo ha dotato di poteri rigenerativi. Il Duca trasporta quindi Ethan sul luogo del rituale, dove combatte e sconfigge Miranda, salvando Rosemary. Con il corpo gravemente compromesso in seguito allo scontro con Miranda, Ethan chiede a Chris di scappare dal villaggio con Rosemary, sacrificandosi per far esplodere una bomba piantata sul Megamicete. Mentre Mia piange la perdita di Ethan, Chris e la sua squadra si dirigono verso il quartier generale europeo della BSAA.
Anni dopo, Rosemary, ora adolescente, visita la tomba di Ethan prima di partire per una missione per conto di un'organizzazione segreta, sebbene sia temuta dagli agenti della stessa, i quali si dimostrano pronti ad eliminarla, mentre una figura misteriosa, in lontananza, si avvicina alla macchina. Grazie alla Photo Mode, è possibile notare che quella figura misteriosa è il redivivo Ethan Winters, apparentemente sopravvissuto all’esplosione del Megamicete.

## Personaggi

### Principali
- Ethan Winters: è il protagonista del gioco. Sopravvissuto alla famiglia Baker, affronterà il villaggio e i suoi orrori per salvare sua figlia Rosemary, scomparsa dopo la loro cattura da parte di Chris Redfield.
- Chris Redfield: personaggio storico della serie, capitano pluridecorato della BSAA. Chris apparirà all'improvviso, uccidendo Mia senza alcuna esitazione e rapendo Rosemary e Ethan.

### Antagonisti
- Madre Miranda: è la principale antagonista del gioco, responsabile del rapimento di Rosemary. Nel corso della trama si scoprirà che, cento anni prima dell'inizio della serie, perse sua figlia Eva a causa dell’influenza spagnola, e che anni prima era stata mentore e amante di Ozwell E. Spencer, il fondatore dell'Umbrella Corporation (che usò il simbolo delle quattro casate come logo per l'azienda). Determinata a riportare in vita sua figlia grazie ai poteri del Megamicete, Miranda infettò prima il villaggio e, in seguito all'incidente dei Baker, rapì Mia e la impersonò per avvicinarsi a Rosemary e farle prendere il posto della propria defunta figlia. Sarà l'ultima ad essere uccisa da Ethan.
- Alcina Dimitrescu: capo di una delle quattro casate che dominano il villaggio. Vive nel Castello Dimitrescu, dove, insieme alle sue tre figlie, si nutre del sangue delle ragazze che vengono attirate al castello come domestiche. Nel corso della trama si scoprirà che in realtà è affetta da una malattia ereditaria del sangue, che la costringe a nutrirsi regolarmente di carne e sangue umani per mantenere stabile la sua mutazione, che la trasforma in un essere alato simile ad un drago. È la prima ad essere uccisa da Ethan, che recupererà da lei la testa di Rosemary.
- Cassandra, Bela e Daniela: le tre figlie di Alcina Dimitrescu, che abitano nel suo castello ed effettuano con lei atti vampireschi. Nel corso della trama si scoprirà che non sono realmente sue "figlie", ma tre cadaveri su cui Alcina ha condotto esperimenti, inserendo delle uova di mosche carnivore sui loro corpi, che consumandone completamente le carni hanno sostituito per intero la figura delle ragazze assumendone sembianze e colorazione, utilizzando il loro aspetto avvenente per predare eventuali malcapitati. Il legame, definito materno, è in realtà quello che si instaura tra creatura e creatore.
- Donna Beneviento: capo di una delle quattro casate che dominano il villaggio. Appare come una donna perennemente vestita in lutto, signora di Casa Beneviento, una magione isolata situata in una valle nebbiosa alla periferia del villaggio. È sempre accompagnata da una bambola di nome Angie, che sembra avere vita propria. In realtà, Donna è in grado di controllare lei e altre bambole presenti nell'abitazione grazie al Mutamicete, insieme a delle speciali piante con cui riesce a creare realistiche allucinazioni. È la seconda a venir uccisa da Ethan, che recupererà da lei le gambe di Rosemary.
- Salvatore Moreau: capo di una delle quattro casate che dominano il villaggio, signore del bacino idrico situato alla periferia del villaggio. Appare come un uomo gobbo deforme, risultato dell'infezione del Mutamicete. Infatti, al contrario degli altri capi, non può controllare liberamente la sua mutazione, che gli fa assumere l'aspetto di un mostruoso ibrido tra uomo e pesce. Sarà il terzo a venir ucciso da Ethan, che recupererà da lui le braccia di Rosemary. Tomonori Takano, il direttore artistico del gioco, ha affermato di aver creato Moreau "con lo scopo di realizzare il personaggio più ripugnante sulla faccia della Terra".[7]
- Karl Heisenberg: ultimo dei capi delle quattro casate che dominano il villaggio. Ingegnere e capo della fabbrica della sua famiglia, la mutazione lo ha dotato di organi elettrogeni simili a quelli delle torpedini, con cui è in grado di creare campi magnetici e controllare i metalli. Nonostante sia un servo di Madre Miranda, in realtà la odia per averlo considerato un fallimento; per questo intende assemblare un esercito di esseri bio-meccanici con il quale un giorno detronizzarla. Tenta inizialmente di convincere Ethan a passare dalla sua parte, con l'intenzione di usare il potere di Rosemary per sconfiggere Miranda, ma, non riuscendoci, tenterà di ucciderlo trasformandosi in un enorme colosso meccanico. Viene ucciso da Ethan grazie a un carro armato improvvisato costruito da Chris. L'ambientazione e i nemici incontrati da Ethan nella fabbrica di Heisenberg sono un riferimento al film Frankenstein's Army.

### Personaggi secondari
- Mia Winters: moglie di Ethan (già comparsa nel gioco precedente), e madre di Rosemary. Apparentemente uccisa da Chris all'inizio del gioco, si scoprirà essere in realtà stata rapita e impersonata da Madre Miranda, che la tiene imprigionata nel villaggio. Verrà infine salvata da Chris.
- Rosemary "Rose" Winters: figlia di Ethan e Mia. Scomparsa e dispersa nel villaggio, Ethan cercherà di ritrovarla e salvarla. Possiede gli stessi poteri di Eveline, tra cui un fattore di guarigione accelerato che le permette di sopravvivere anche se smembrata in diversi pezzi. Viene rapita da Madre Miranda, che vuole farle prendere il posto della propria defunta figlia, venendo alla fine salvata da Ethan. Lei è la protagonista di le ombre di Rose in DLC, cercherà un modo di togliere i suoi poteri a tornare essere una ragazza normale.
- Il Duca: un misterioso uomo obeso che vende a Ethan armi e accessori in un vecchio carretto. Figura essenzialmente neutrale, sembra essere a conoscenza di molte cose, poiché rivela a Ethan i poteri di Rosemary e sembra conoscere direttamente Madre Miranda e i suoi seguaci. La sua vera identità rimarrà un mistero fino alla fine; infatti, nonostante le apparenze, il Duca non sembra essere del tutto umano e, quando Ethan gli domanda chi o cosa sia veramente, egli risponde in modo enigmatico. Il Duca sembra avere contatti con il misterioso Mercante d'Armi che compare in Resident Evil 4, accennando a una sua frase che di solito diceva quando il giocatore lo incontrava per fare acquisti. Il Duca afferma che egli è un suo vecchio amico.[8]

## Doppiaggio
| Personaggio                 | Doppiatore       | Doppiatore        | Doppiatore            |
| --------------------------- | ---------------- | ----------------- | --------------------- |
| Ethan Winters               | Todd Soley       | Hidenobu Kiuchi   | Renato Novara         |
| Mia Winters                 | Katie O'Hagan    | Akari Higuchi     | Katia Sorrentino      |
| Chris Redfield              | Jeff Schine      | Hiroki Tōchi      | Claudio Moneta        |
| Madre Miranda               | Michelle Lukes   | Sayaka Kinoshita  | Marcella Silvestri    |
| La Vecchia Strega           | Carol Stanzione  | Kiyoko Miyazawa   | Valeria Falcinelli    |
| Alcina Dimitrescu           | Maggie Robertson | Kikuko Inoue      | Stefania De Peppe     |
| Karl Heisenberg             | Neil Newbon      | Hiroshi Shirokuma | Luca Ghignone         |
| Donna Beneviento            | Andi Norris      | Miyuki Sato       | Arianna Craviotto     |
| Angie                       | Paula Rhodes     | Miyuki Sato       | Annalisa Usai         |
| Salvatore Moreau            | Jesse Pimentel   | Taisuke Nishimura | Paolo Carenzo         |
| Il Duca                     | Aaron LaPlante   | Chafūrin          | Riccardo Peroni       |
| Cassandra Dimitrescu        | Jeanette Maus    | Sachiko Kojima    | Fabrizia Albertoni    |
| Bela Dimitrescu             | Bekka Prewitt    | Rie Tanaka        | Francesca Perilli     |
| Daniela Dimitrescu          | Nicole Tompkins  | Tomo Muranaka     | Francesca Bielli      |
| Elena Lupu                  | Nicole Tompkins  | Hinako Takahashi  | Arianna Craviotto     |
| Leonardo Lupu               | Robert Fleet     | Shōzō Sasaki      | Luca Semeraro         |
| Luiza                       | Sara Coates      | Yoshiko Takemura  | Cinzia Massironi      |
| Anton                       | Dove Meir        | Hiroya Egashira   | Marco Benedetti       |
| Iulian                      | Jesse Primetel   |                   | Paolo Carenzo         |
| Grigori Stan                | Tom Virtue       |                   | Riccardo Rovatti      |
| Eveline                     | Paula Rhodes     | Sumire Morohoshi  | Annalisa Usai         |
| Rosemary Winters            | Jeannie Tirado   | Yurianne Eve      | Valentina Pallavicino |
| Dion "Canine" Wilson        | Conner Marx      | Kazuhiro Fusegawa | Alessandro Lussiana   |
| John "Lobo" Perlman         | Rey Silva        | Kosuke Sakaki     | Alessandro Zurla      |
| Emily "Tundra" Berkhoff     | Andi Norris      | Farahnaz Nikray   | Alice Bertocchi       |
| Charlie "Night Howl" Graham | Rez Kempton      | Shigeo Kiyama     | Davide Fumagalli      |
| Roland "Umber Eyes" Elba    | Kane Murray      | Haruo Yamagishi   | Massimiliano Lotti    |
| Agente                      | Brendan Bradley  |                   | Roberto Palermo       |

## Modalità di gioco
Come Resident Evil 7, Village è un Survival Horror in prima persona. La mappa di gioco comprende varie location (tra le quali un villaggio rurale ed un castello, entrambi esplorabili dal giocatore). Il sistema di gestione dell'inventario è simile a quello di Resident Evil 4. Il giocatore può acquistare armi e oggetti dal Duca, il mercante del gioco; si possono anche cacciare alcuni animali nel villaggio e farli cucinare dal Duca; mangiare tali pasti consente al giocatore di ottenere vantaggi come il diminuire i danni subiti durante il blocco degli attacchi nemici. Village include una modalità multigiocatore online per sei giocatori, Resident Evil RE:Verse. Anche la modalità "Mercenari" fa ritorno nel gioco; come nei precedenti capitoli, "Mercenari" è una modalità di gioco in stile arcade ricca di azione.

## Sviluppo
Il motore grafico del gioco è il RE Engine, lo stesso precedentemente usato per Resident Evil 7.

## Distribuzione
Village è stato annunciato l'11 giugno del 2020, durante l'evento reveal PlayStation 5. Il 21 gennaio 2021 Capcom annuncia che il titolo sarebbe stato pubblicato anche per console old-gen, nonché la data di pubblicazione, il 7 maggio 2021.
Il 22 aprile 2021, è stato pubblicato da Capcom un video promozionale sulla piattaforma YouTube, nel canale ufficiale giapponese di Resident Evil; il video, Orera kon'na mura iyada Lv.100 (俺らこんな村いやだLv.100? letteralmente "Questo villaggio non mi piace Lv.100"), è una parodia della popolare canzone Ora Tōkyō sa Iguda, eseguita dal famoso cantante giapponese di enka Yoshi Ikuzō, autore del brano originale. Dalla pubblicazione, il video totalizza oltre un milione di visualizzazioni in meno di 24 ore, entrando anche nelle tendenze di Twitter giapponese. Nel video vengono mostrati spezzoni di gameplay, insieme alla performance del cantante. Il 23 aprile è stato pubblicato il making of del video, dove vengono mostrati i dietro le quinte ed una breve intervista a Yoshi.

## Contenuto scaricabile
Trauma Pack,  include:
- Samurai Edge - Modello AW 01
- Filtro speciale RE7 "Found Footage"
- Dispositivo di salvataggio RE7
- Musica stanza di salvataggio "Go Tell Aunt Rhody"
- Ciondolo per arma "Mr. Everywhere"
- Accesso immediato al livello di difficoltà "Villaggio delle ombre".
- Concept art "La tragedia di Ethan Winters"
- Rapporto sul caso Baker

Espansione dei Winters, disponibile dal 28 ottobre 2022, include:
- Le ombre di Rose, nuova storia, 16 anni dopo con protagonista Rosemary Winters (figlia)[17]
- I Mercenari - Ordini aggiunti, modalità di gioco, aggiunge tre nuovi personaggi giocabili Chris Redfield, Karl Heisenberg e Alcina Dimistrescu.
- Visuale in Terza Persona, si può giocare vedendo il proprio personaggio inquadrato di spalle[18]

## Edizioni
Resident Evil Village Deluxe Edition, include il DLC Trauma pack.
Resident Evil Village Deluxe & Resident Evil 7 Complete Bundle, omonima antologia include i DLC Trauma Pack e il Season Pass di Resident Evil 7
Resident Evil Village Collector’s Edition edizione limitata in esclusiva GameStop, contiene:
- Gioco + Steelbook + scatola da collezione + Artbook
- Trauma pack DLC
- Statuina di Chris Redfield, Mappa in tessuto del villaggio

Resident Evil Village Gold Edition, versione estasa che include il DLC Espansione dei Winters, la pubblicazione e pianificata per il 28 ottobre 2022.
 Nota bene: Tutte le edizione includono Resident Evil Re:Verse disponibile dal 28 ottobre '22.

## Accoglienza
}
| Testata                          | Versione | Giudizio |
| -------------------------------- | -------- | -------- |
| Metacritic (media al 26/02/22)   | XSX      | 83/100   |
| Metacritic (media al 26/02/22)   | PS5      | 84/100   |
| Metacritic (media al 26/02/22)   | PS4      | 81/100   |
| Metacritic (media al 26/02/22)   | PC       | 83/100   |
| OpenCritic (media al 26-02-2022) | -        | 84/100   |
| ZTGD                             | XSX      | 9/10     |
| Gamers' Temple                   | XONE     | 90/100   |
| IGN (ITA)                        | PS5      | 95/100   |
| Critical Hit                     | PS4      | 90/100   |
| Multiplayer.it                   | PC       | 92/100   |

### Vendite
In data 10 agosto 2021 Capcom comunica che il gioco ha venduto oltre 4.5 milioni di copie nel mondo.
In data 27 gennaio 2022 Capcom annuncia che il gioco ha venduto 5,7 milioni di copie vendute nel mondo.

### Riconoscimenti
| Anno | Premio                        | Categoria                                    | Risultato       | Note   |
| ---- | ----------------------------- | -------------------------------------------- | --------------- | ------ |
| 2021 | Golden Joystick Awards 2021   | Ultimate Game of the Year                    | Vincitore/trice | [ 28 ] |
| 2021 | Golden Joystick Awards 2021   | Playstation Game of the Year                 | Vincitore/trice | [ 29 ] |
| 2021 | Golden Joystick Awards 2021   | Best Audio                                   | Vincitore/trice | [ 29 ] |
| 2021 | Golden Joystick Awards 2021   | Best Performance (Maggie Robertson)          | Vincitore/trice | [ 29 ] |
| 2021 | The Game Awards 2021          | Gioco dell’Anno                              | Candidato/a     | [ 30 ] |
| 2021 | The Game Awards 2021          | Miglior Gioco di Azione/Avventura            | Candidato/a     | [ 30 ] |
| 2021 | The Game Awards 2021          | Miglior Design Audio                         | Candidato/a     | [ 30 ] |
| 2021 | The Game Awards 2021          | Miglior Performance (Maggie Robertson)       | Vincitore/trice | [ 30 ] |
| 2021 | The Game Awards 2021          | Players' Voice                               | Candidato/a     | [ 30 ] |
| 2022 | Steam Awards 2021             | Game of the Year                             | Vincitore/trice | [ 31 ] |
| 2022 | D.I.C.E. Awards 2022          | Adventure Game of the Year                   | Candidato/a     | [ 32 ] |
| 2022 | D.I.C.E. Awards 2022          | Outstanding Achievement in Animation         | Candidato/a     | [ 32 ] |
| 2022 | D.I.C.E. Awards 2022          | Outstanding Achievement in Art Direction     | Candidato/a     | [ 32 ] |
| 2022 | D.I.C.E. Awards 2022          | Outs. Achiev. in Character (Lady Dimitrescu) | Vincitore/trice | [ 32 ] |
| 2022 | Game Developers Choice Awards | Game of the Year                             | Candidato/a     | [ 33 ] |